# 長波
長波（ちょうは、LF（Low Frequency）またはLW（Longwave, Long Wave））とは、30 - 300kHzの周波数の電波をいう。波長は1 - 10km、キロメートル波とも呼ばれる。

## 概要
伝搬の特徴としては特に高緯度地域で地表波が安定して利用でき、また大電力の送信機が比較的簡単に製作できる。
対潜水艦通信・ラジオ放送・誘導無線・標準電波・LORAN-C無線航行・アマチュア無線などに用いられる。

## 長波放送
国際電気通信連合（ITU）は、無線通信規則（RR）により第1地域（アフリカ・ヨーロッパ）に放送用として148.5 - 283.5kHz（155 - 283.5kHzは航空無線航行と共用）を分配している。地域内のヨーロッパ・トルコ・アフリカ・ロシア・モンゴルが振幅変調（AM：Amplitude Modulation）により実施している。ヨーロッパでは、イギリスのBBC Radio 4やロシアの全ロシア国営テレビ・ラジオ放送会社、モロッコのMedi1 Radio、アルジェリアのAlger Chaîne 3、ポーランドのPolskie Radioなどを受信できる。日本では秋 - 春の夜間を中心にロシア沿海州、モンゴル、深夜にはタジキスタンなど遠距離の放送も受信可能である。
しかし、近年では長波放送を廃止する局が多く、2025年現在、日本周辺で受信できる長波放送局はモンゴル国営放送のみとなっている。
| 周波数 | 放送局名         | 送信所                                            | アンテナ             | 出力       |
| ------ | ---------------- | ------------------------------------------------- | -------------------- | ---------- |
| 153kHz | Alger Chaîne 1   | アルジェリア ベシャール県ケナサ                   | 指向性あり           | 1000kW     |
| 164kHz | モンゴル国営放送 | モンゴル ウランバートル                           | 高さ259m             | 250kW      |
| 171kHz | Médi 1 Radio     | モロッコ ナドール                                 | 高さ380m             | 1600kW     |
| 198kHz | BBC Radio 4      | イギリス バーヘッド・ドロイッチ・ウェスターグレン | 高さ154 - 213m       | 50 - 250kW |
| 209kHz | モンゴル国営放送 | モンゴル チョイバルサン・ダランザドガド・ウルギー | 高さ276 - 325m       | 40kW       |
| 225kHz | Polskie Radio    | ポーランド ソレツ・クヤフスキ                     | 指向性あり、高さ330m | 1000/700kW |
| 227kHz | モンゴル国営放送 | モンゴル アルタイ                                 | ―                    | 40kW       |
| 252kHz | Alger Chaîne 3   | アルジェリア ティパサ                             | ―                    | 750kW      |

## アマチュア無線
アマチュア業務にRRにより他の業務と共用するものを含めて分配された周波数を下表に示す。各国でアマチュア無線にこの表の周波数がすべて割り当てられているという意味ではない。
| バンド | 第1地域          | 第2地域          | 第3地域          |
| ------ | ---------------- | ---------------- | ---------------- |
| 2200m  | 135.7 - 137.8kHz | 135.7 - 137.8kHz | 135.7 - 137.8kHz |

電信とデータ通信（ただし占有帯域幅200Hz以下）専用の周波数である。日本での割当てはアマチュア無線の周波数帯を参照。

## 長波を使用する施設
日本での例を示す。
- JJY（40/60kHz）
- 無指向性無線標識（190kHz - ）
- DGPS局（288kHz - ）